# Seseli delavayi
Seseli delavayi är en flockblommig växtart som beskrevs av Adrien René Franchet. Seseli delavayi ingår i släktet säfferötter, och familjen flockblommiga växter. Inga underarter finns listade i Catalogue of Life.